# Kostel svatého Jiří (Strážov)
Kostel svatého Jiří se nachází v centru města Strážov, necelých 15 kilometrů jihozápadně od Klatov. Je chráněn jako kulturní památka.

## Stavební fáze
Kostel sv. Jiří ve Strážově je raně gotická stavba ze 13. století s pozdějšími barokními úpravami a dostavbou věže a brány v 1. polovině 19. století.

## Stavební podoba
Jedná se o jednolodní obdélnou stavbu s pravoúhlým presbytářem, k němuž přiléhá sakristie s přístavbou hranolové čtyřpatrové věže s pilastry, při severní straně presbytáře. Z jižní strany k lodi přiléhá předsíň. Kostel je vystavěn z lámaného kamene, celá stavba omítnuta. Strmá sedlová střecha lodi je opatřena eternitovou krytinou. Presbytář je zakryt pultovou střechou opřenou o věž, kterou zakrývá cibulová báň s protáhlým jehlanem, uprostřed s lucernou. Loď osvětlují lomená gotická okna s kružbou, z každé strany po třech oknech. Presbytář oddělen od lodi kamenným štítem a osvětlen lomenými okny z jižní a východní strany. Z jižní strany uprostřed lodi, vede do kostela gotický lomený portál s profilovaným žulovým obložením, ve spodu s nízkým soklem, kolem kterého spočívá kulatý sloupek, který je zdobený hlavicí se třemi jetelovými listy.

## Galerie

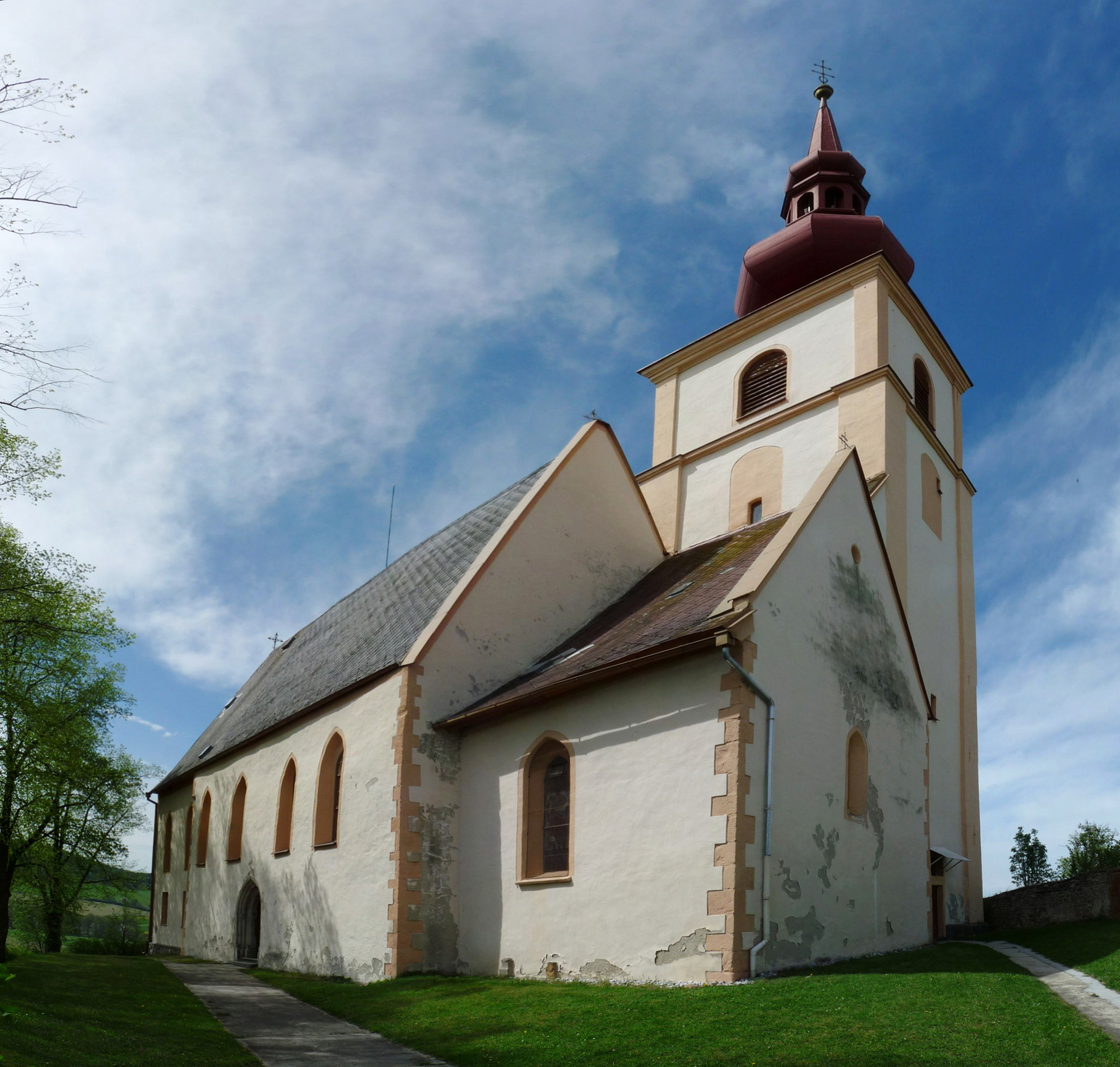
Pohled na kostel
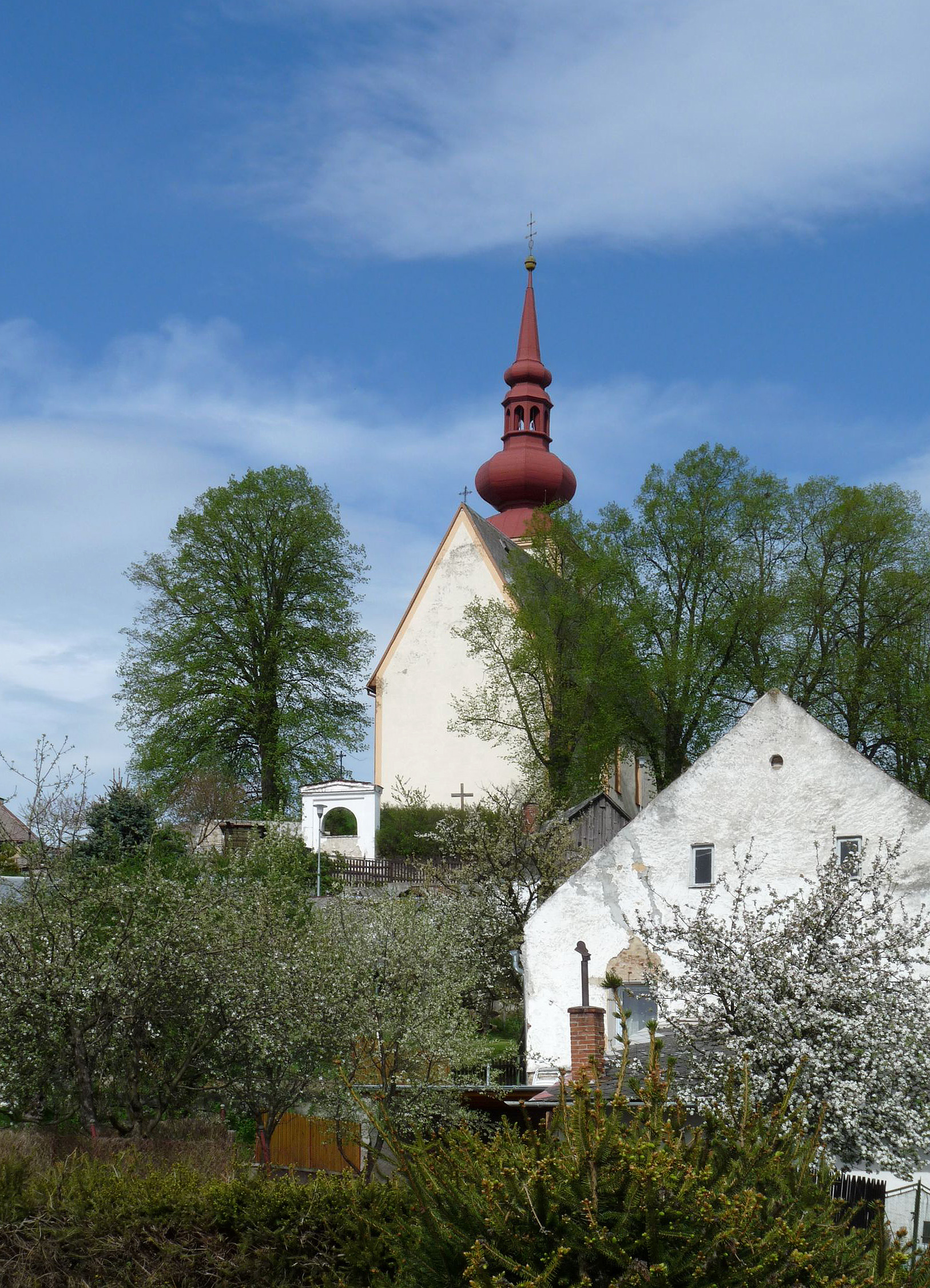
Pohled na kostel
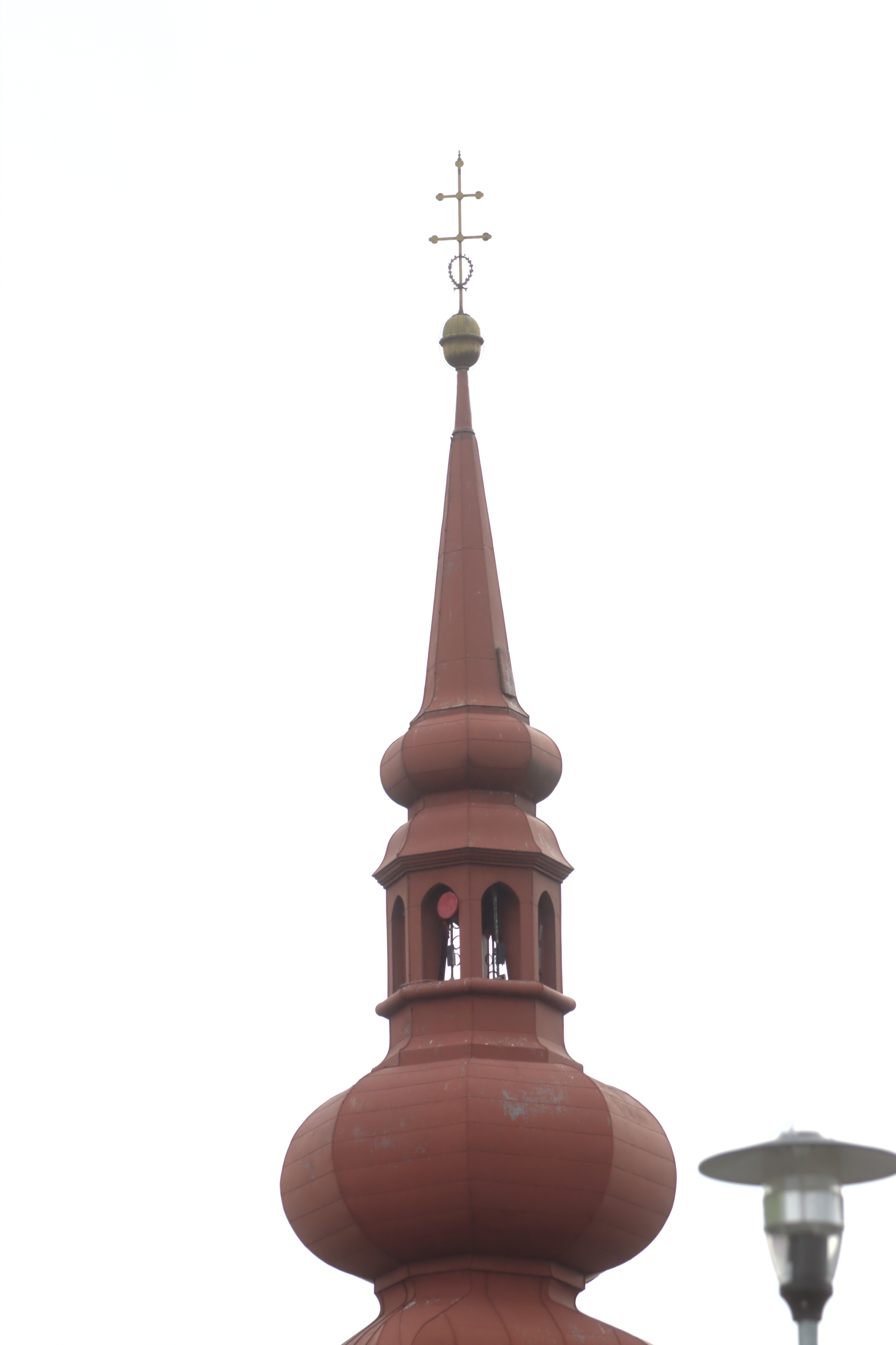
Detail věže
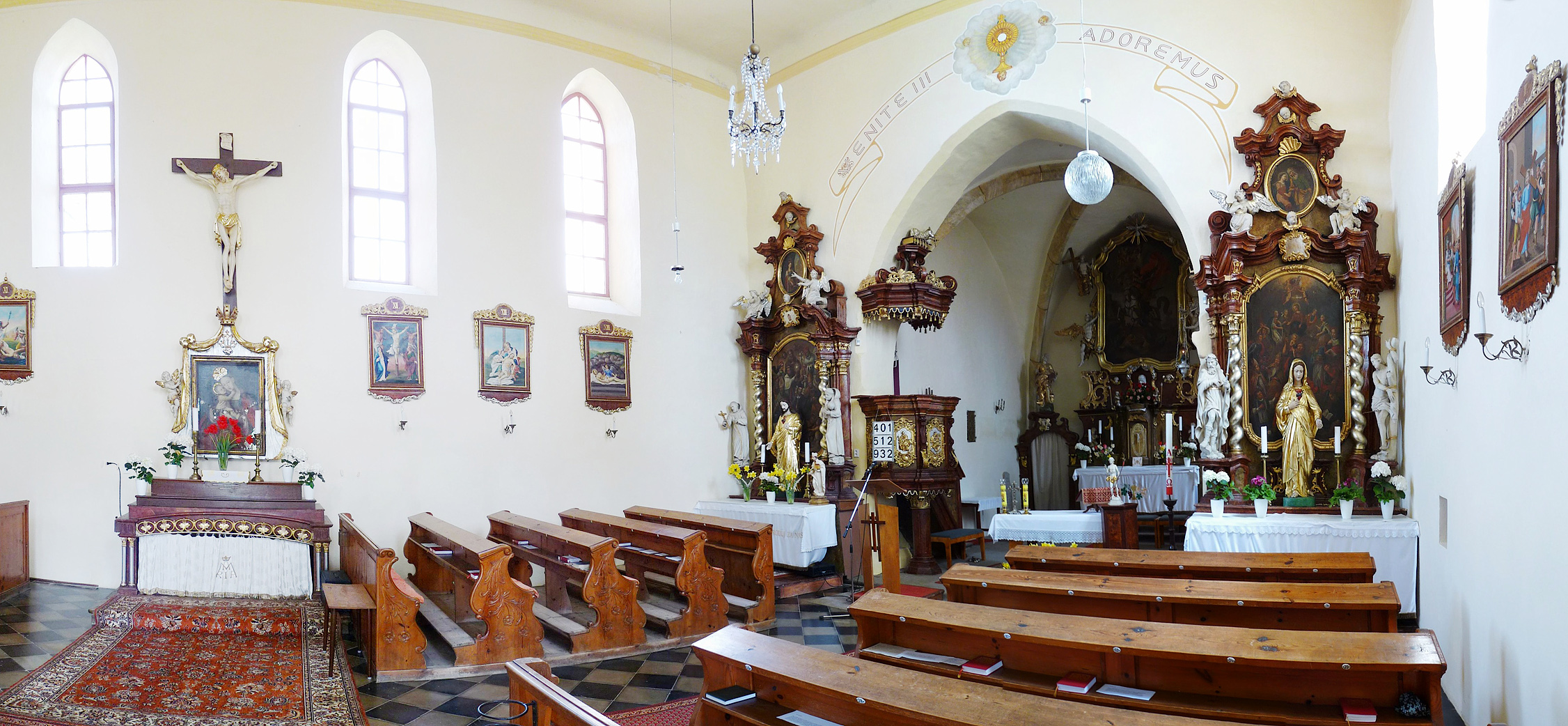
Interiér kostela
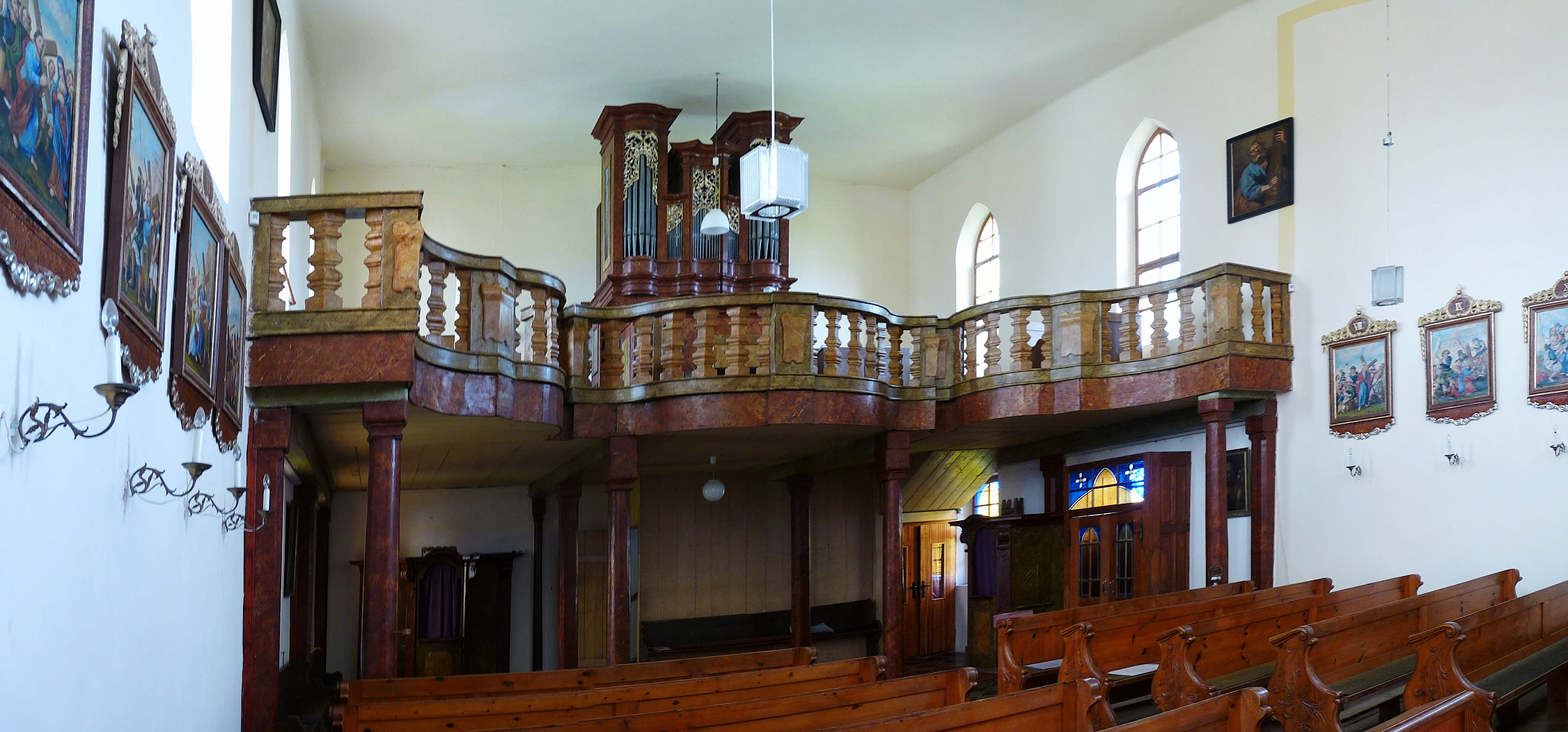
Interiér kostela